# Список об'єктів Світової спадщини ЮНЕСКО в Об'єднаних Арабських Еміратах
В списку об'єктів Світової спадщини ЮНЕСКО в ОАЕ налічується 1 найменування (станом на 2021 рік).

## Пояснення до списку
У таблицях нижче об'єкти розташовані у хронологічному порядку їх додавання до списку Світової спадщини ЮНЕСКО.
Кольорами у списку позначено:

## Список
| № | Зображення | Назва | Місцеположення | Час створення   | Час внесення до списку | №                                                   | Критерії   |
| - | ---------- | --- | -------------- | --------------- | ---------------------- | --------------------------------------------------- | ---------- |
| 1 |            | Культурні місця Аль-Айна (Хафіт, Хілі, Бідаа-Бінт-Сауд та оази) (англ. Cultural Sites of Al Ain (Hafit, Hili, Bidaa Bint Saud and Oases Areas)) | ОАЕ            | з 2500 до н. е. | 2011                   | 1343 [Архівовано 26 грудня 2018 у Wayback Machine.] | iii, iv, v |